# Vítězná křídla
Vítězná křídla je české černobílé drama z roku 1950, které trvá 90 minut.
námět:
- Čeněk Duba
- Jiří Marek
- Miroslav Skala

scénář:
- Čeněk Duba
- Jiří Marek
- Miroslav Skala

Exteriéry:
- Kralupy nad Vltavou - letiště
- Polsko - Baltské moře, Žar

režie:
- Čeněk Duba

hraje:

Rudolf Křivánek … Franta Ronek,
Jiří Adamíra … Ruda Kolář,
Eduard Dubský … Paukner,
Vlasta Fialová … Lída,
Josef Benátský … Šantroch,
Julie Charvátová … matka Hronková,
J. O. Martin … mistr,
Karel Richter … Honza,
Josef Vinklář … Vláďa,
Břetislav Roček … Vašek Vydra,
Lubomír Lipský … Karel Vrba,
Roman Besiada … Modleszewski,
Július Bartfay … role neurčena,
Miloš Bílek … Zdeněk,
Jan Brandýs … Johny Zach,
Jiří Černý … Pepík,
Rudolf Deyl ml. … dělník,
František Holar … dělník,
Emil Kavan … funkcionář,
Otakar Konětopský … role neurčena,
Svatopluk Majer … funkcionář modelářského klubu,
V. Lehký … role neurčena,
Karol Machata … slovenský herec,
Jiří Novotný … Jirka Hronek,
Jarmil Škrdlant … člen závodní rady,
Josef Supík … Ludva,
Jan Prokeš … plachtař,
Karel Vavřík … funkcionář,
Ivan Jandl … modelář,
Bedřich Prokoš … inž. Kouba,
Antonín Mikulič … plachtař Ferda,
Josef Vinklář … plachtař Vláďa,
Jaroslav Orlický … člen komise v koženém kabátě.